# Uzbeker
Uzbeker (uzbekiska: O'zbek, i plural O'zbeklar) är ett turkfolk om 40 miljoner människor, bosatt huvudsakligen i Uzbekistan (29,2 miljoner) där de utgör en majoritet på omkring 86 procent. De talar uzbekiska, ett sydöstligt turkspråk. 
De flesta uzbeker i Uzbekistan behärskar ryska – ett arv från den rysk-sovjetiska dominansen i regionen. I Afghanistan talar många uzbeker dari, som är den afghanska varianten av persiska.
De är huvudsakligen muslimer, främst sunni. Folket i det som idag är Uzbekistan omvändes till islam på 700-talet då arabiska trupper invaderade området och förträngde zoroastrismen, buddhismen och den syrisk-ortodoxa kristendomen. Arabernas seger över kineserna i slaget vid Talas (det numera kazakiska Taraz, nordost om Tasjkent) år 751 säkrade islams dominans i det turkiska Centralasien. Under sovjettiden försvagades islams ställning bland uzbekerna i Uzbekistan och övriga sovjetrepubliker, men Sovjets upplösning har lett till förnyat intresse för islam sedan 1991. 

## Härkomst

### Forntidens iranska folk iTransoxanien
Sogdierna, baktrierna och kharazmierna var iransktalande folk som bodde i Centralasien (Sogdien och Baktrien) före turkfolkens ankomst. De var bofasta, talade östiranska språk och hade hög utvecklad stads- och handelskultur.
Från 500-talet blev de gradvis turkifierade genom invasioner och assimilation med turkiska stammar som karluker och kipchaker. De antog turkiska språk och blandades etniskt.
Dagens uzbeker är delvis deras ättlingar, särskilt i de urbana områdena som Samarkand, Bukhara, Tashkent och Fergana.
Trots att uzbeker talar ett turkspråk, visar genetiska undersökningar att de står närmare iranska folk i Centralasien och Afghanistan än till turkspråkiga populationer.

### Turkfolk
Majoriteten av dagens uzbeker (cirka 85 procent) talar dialekter som tillhör den karlukiska grenen av turkiska språk. De är huvudsakligen ättlingar till karlukiska turkfolk (inklusive karluk-turkifierat iranskt folk). Denna befolkning bildade bofasta kärnan i Transoxanien långt före shaybanid kipchak-uzbekernas ankomst och låg till grund för det språk och den kultur som senare blev uzbekiska.
Det moderna uzbekiska språket härstammar från Tjagataiskan, som var framträdande under Timuridriket. Tjagataiskan (och senare uzbekiskan) stärktes ytterligare under och efter Timuridernas fall och Shaybanidernas Uzbekkhanat, som slutligen formade det turkspråk och den identitet som moderna uzbeker har idag. Samtidigt avspeglar det uzbekiska språkets unika grammatik och ljuddrag.

### Shaybaniderna (Kipchak Uzbeker)
När Shaybaniderna – ursprungligen kipchaktalande nomader – erövrade Transoxanien (nuvarande Uzbekistan) på 1500-talet, blev deras elitbeteckning ”uzbek” en etnisk benämning för hela regionens turkiskspråkiga befolkning, inklusive icke-kipchaker.
Majoriteten av befolkningen bestod av karluktalande turkar (nära besläktade med uigurerna), de var det urbana befolkningen i Timuridriket. De kipchaktalande shaybaniduzbekerna, som var i minoritet, assimilerades med den karlukska majoriteten och antog så småningom det karlukska språket, vilket utvecklades till dagens uzbekiska.
Idag[när?] talar cirka 85–90 procent av uzbekerna en karlukisk dialekt, medan minoriteter i Khorezm och Surxondaryo bevarar kipchakiska eller oghuziska dialekter.
Även om timuriderna historiskt sett var fiender till de tidigare uzbekerna, betraktas de nu som en del av det uzbekiska kulturarvet av majoriteten av dagens uzbeker, eftersom:
- Tjagataiska (timuridernas språk) är en direkt föregångare till dagens uzbekiska.[24]
- Majoriteten härstammar från karluker som levde i Timurid-riket långt före shaybanidernas erövring.

Denna process visar hur en politisk benämning (”uzbek”) kan utvecklas till en etnisk identitet för en bredare befolkning med olika ursprung.

## Etymologi
Ursprunget till ordet "uzbek" är omtvistat. En teori hävdar att det kommer från Oghuz Khagan, även känd som Oghuz Beg, vilket senare utvecklades till Uzbeg eller Uzbek. En annan tolkning är att namnet betyder "självständig" eller "äkta man", sammansatt av "öz" (själv) och den turkiska titeln "bek" eller "bey". En tredje förklaring är att ordet "Uz" härstammar från "uğuz" (tidigare "oğuz"), som kombinerades med "bek" och bildade "Uğuz-bek" > "Uz-bek", med betydelsen "ledare för en oghuz-stam".
Namnet "Uzbek" förekommer i arabiska och persiska historiska källor. Historikern Usama ibn Munqidh (död 1188) nämner i sin skildring av händelserna i Iran under Seljukriket att en av befälhavarna i Bursuks armé år 1115–1116 var "truppernas emir" Uzbek, härskare över Mosul. Enligt Rashid ad-din var den siste regenten av Oghuz-dynastin Ildegiziderna i Tabriz en man vid namn Uzbek Muzaffar, som styrde mellan 1210 och 1225.
Enligt vissa källor så har etnonymen ”uzbek" verkat ha blivit allmänt spridd under Ozbeg Khans styre, den härskare som förde Gyllene horden till islam.